# Captain Awesome
Captain Awesome er en dansk animationsfilm fra 2011, der er instrueret af Ercan Bozdogan.

## Handling
Kaptajn Awesome er endnu en gang ved at redde dagen da en dårlig mave truer med at ødelægge alt. En historie om en superhelts kamp imod tiden for at redde hans image eller menneskeheden, før det hele løber ud i sandet.